# Lespignan
Lespignan é uma comuna francesa na região administrativa de Occitânia, no departamento de Hérault. Estende-se por uma área de 22,92 km². Em 2010 a comuna tinha 3 332 habitantes (densidade: 145,4 hab./km²).